# GC376
GC376 — синтетичний експериментальний противірусний препарат широкого спектру дії, розроблений біофармацевтичною компанією «Anivive Lifesciences» для застосовання як у людей, так і в тварин. Компанія «Anivive» отримала ексклюзивні світові патентні права на «GC376» від Університету штату Канзас. З 2020 року проводяться клінічні дослідження щодо застосування «GC376» для лікування COVID-19. Препарат проявляє активність проти багатьох вірусів людини і тварин, включаючи коронавіруси і норовірус. Найбільш масштабні дослідження in vivo проведені на котах, де препарат застосовувався проти коронавірусу, який викликає смертельний інфекційний перитоніт у котів. Інші дослідження підтверджують ефективність використання препарату проти вірусу епідемічної діареї у свиней.>

## Застосування проти COVID-19
Оскільки «GC376» демонструє високу активність проти коронавірусів, на початку пандемії коронавірусної хвороби його запропонували як потенційний засіб для лікування COVID-19. Після початку пандемії дослідники з Університету Ариізони опублікували результати дослідження in vitro, які вказують на високу активність «GC376» проти ферменту 3CLpro вірусу SARS-CoV-2 (коронавірусу, який спричинює COVID-19). Інша група вірусологів з Університету Альберти під керівництвом Д. Лорна Тіррелла опублікувала результати іншого дослідження, які підтверджують активність «GC376» проти ферменту 3CLpro вірусу SARS-CoV-2, а також вказують, що «GC376» має потужний противірусний ефект. Наступного дня в Інституті Цукермана Колумбійського університету був проведений віртуальний симпозіум щодо COVID-19, на якому було представлено результати досліджень групи вчених під керівництвом Девіда Хо, в яких охарактеризовано «GC376» як «найперспективніший» інгібітор протеази з тих, які досліджувалися в лабораторії Хо, оскільки дія «GC376» на вірус була «найпотужнішою», і досягнуто повного пригнічення активності вірусу в культурі клітин, інфікованих SARS-CoV-2.

## Фармакологічні властивості
GC376 за механізмом дії є інгібітором протеази. Він блокує протеазу 3CLpro, спільну для багатьох (+)ssРНК-вірусів, що спричинює запобігання дозрівання вірусного поліпротеїну до його функціональних частин. З хімічної точки зору «GC376» є бісульфітним похідним альдегіду «GC373», і він є проліками цієї сполуки. Цей альдегід утворює ковалентний зв'язок із залишком цистеїну-144 в активному центрі протеази, утворюючи монотіоацеталь та спричинюючи порушення функції ферменту.